# Rise of Nations: Rise of Legends
Rise of Nations: Rise of Legends is een real-time strategy computerspel, ontwikkeld door Big Huge Games en uitgegeven door Microsoft op 26 mei 2006. Het is het 'vervolg' op Rise of Nations. Anders dan het eerste deel speelt het zich af in een fantasiewereld, waar technologie en magie samengaan.

## Volkeren
In het spel komen de volgende volkeren voor:

### Vinci
De Vinci is een hoogtechnologisch steampunk volk. Hun eenheden worden in drie gebouwen gecreëerd die enkel in eigen gebied kunnen worden gemaakt:
- barakken (musketiers, chronospinen, chronomannen)
- luchtpijler (verkenner, aerodestroyer, transporter en jager)
- stoomfort (stoomkanon, juggernaut en master unit)

De Vinci-verdediging bestaat uit een toren die anti-lucht en grondaanvallen doet. Hun "master unit" is een reusachtige mechanische spin.

### Alin
De Alin is een magisch volk, die op zand, vuur en glas vertrouwen om hun infrastructuur en leger te bouwen. Hun eenheden worden in drie gebouwen gecreëerd, die op iedere plek kunnen worden geplaatst:
- zandcirkel (desertwalker, hartenzoeker, zanddraak, schorpioen)
- vuurcirkel (djin, salamander, vuurdraak, vuurelementaal)
- glascirkel (glaskanon, glasspin, glasgiant) de glascirkel is enkel beschikbaar na het bouwen van een glastoren

De Alin-verdediging bestaat uit drie torens:
- zandtoren (grond)
- vuurtoren (lucht)
- glastoren (lucht en grond)

Hun "master unit" is een immense draak van donker glas

### Cuotl
De Cuotl is een buitenaards volk, geïnspireerd op de Maya's. De Cuotl-verdediging bestaat uit een toren die anti-lucht en grondaanvallen uitoefent. Iedere toren kan op een doel schieten dat binnen het bereik ligt van een toren die in hun bereik ligt, zelfs als dat doel normaal buiten hun bereik ligt. Hun "master unit" is een vliegende stad.

## Trivia
- Het spel is opgenomen in het boek 1001 Video Games You Must Play Before You Die van Tony Mott.